# NK Nedeljanec
NK Nedeljanec je nogometni klub iz Nedeljanca.
Trenutačno se natječe u 4 NL ČK-VŽ.